# Известковское сельское поселение
Известковское се́льское поселе́ние — упразднённое муниципальное образование в Зубово-Полянском районе Мордовии Российской Федерации.
Административный центр — посёлок Известь.

## История
Статус и границы сельского поселения установлены Законом Республики Мордовия от 7 февраля 2005 года № 12-З «Об установлении границ муниципальных образований Зубово-Полянского муниципального района, Зубово-Полянского муниципального района и наделении их статусом сельского поселения, городского поселения и муниципального района».
Законом от 17 мая 2018 года N 40-З Известковское и Свеженское сельские поселения и сельсоветы были упразднены, а входившие в их состав населённые пункты (посёлок Известь и посёлок станции Свеженькая) были включены в состав Вышинского сельского поселения и сельсовета с административным центром в селе Выша.

## Население
| 2002 | 2010 | 2012 | 2013 | 2014 | 2015 | 2016 |
| ---- | ---- | ---- | ---- | ---- | ---- | ---- |
| 297  | ↘202 | ↘184 | ↘171 | ↘165 | ↘163 | ↘153 |
| 2017 | 2018 |      |      |      |      |      |
| ↘146 | ↘143 |      |      |      |      |      |

## Состав сельского поселения
| № | Населённый пункт | Тип населённого пункта | Население |
| - | ---------------- | ---------------------- | --------- |
| 1 | Известь          | посёлок                | ↘143      |